# سیانور (فیلم)
سیانور فیلمی ایرانی به کارگردانی بهروز شعیبی، نویسندگی مسعود احمدیان و تهیه‌کنندگی سید محمود رضوی محصول سال ۱۳۹۴ است. این فیلم برای نمایش در بخش سودای سیمرغ سی و چهارمین دوره جشنواره فیلم فجر پذیرفته شد. این فیلم در تاریخ ۲۸ مهر ۱۳۹۵ در سینماهای ایران اکران شده‌است. سیانور محصول مؤسسه سینمایی سیمای مهر است.

## خلاصه داستان
داستان فیلم برگرفته از روایات رسمی دولت ایران از وقایع درونی سازمان مجاهدین خلق ایران پیش از انقلاب ۱۳۵۷ ایران است. این فیلم بازگوکننده اختلافات میان دو دسته در سازمان مجاهدین خلق و درگیری میان چهره‌های کلیدی آن مانند تقی شهرام، مرتضی صمدیه لباف و مجید شریف واقفی در متن یک داستان عاشقانه نافرجام است.
داستان سیانور در دهه ۱۳۵۰ می‌گذرد و محور اصلی آن زندگی عاشقانه یک زوج است که در آن دوره زمانی به تصویر کشیده می‌شود.
پایان یک سکوت طولانی! امیر و هما پس از مدتی یکدیگر را می‌یابند در حالیکه یک انتخاب بیشتر ندارند؛ سیانور یا زندگی! و هما سیانور را انتخاب می‌کند.

## بازیگران
- مهدی هاشمی
- هانیه توسلی
- پدرام شریفی
- بابک حمیدیان
- بهنوش طباطبایی
- رضا مولایی
- آتیلا پسیانی
- فرزین صابونی
- فریدون محرابی
- سارا توکلی
- وحید حبیبیان
- وحید رونقی
- حامد کمیلی
- بهروز شعیبی

## جوایز
| سال  | جشنواره                                               | بخش                       | نامزدی         | نتیجه    | جایزه         | منبع        |
| ---- | ----------------------------------------------------- | ------------------------- | -------------- | -------- | ------------- | ----------- |
| ۱۳۹۴ | پنجمین جایزه سینمایی ققنوس                            | بهترین فیلم               | بهروز شعیبی    | برنده    |               | [ ۸ ] [ ۹ ] |
| ۱۳۹۵ | دهمین جشنواره انجمن منتقدان و نویسندگان سینمایی ایران | بهترین بازیگر نقش اول مرد | مهدی هاشمی     | نامزدشده | تندیس جشنواره | [ ۱۰ ]      |
| ۱۳۹۵ | دهمین جشنواره انجمن منتقدان و نویسندگان سینمایی ایران | بهترین بازیگر نقش مکمل زن | بهنوش طباطبایی | نامزدشده | تندیس جشنواره | [ ۱۰ ]      |
| ۱۳۹۵ | دهمین جشنواره انجمن منتقدان و نویسندگان سینمایی ایران | بهترین فیلمبرداری         | علیرضا برازنده | نامزدشده | تندیس جشنواره | [ ۱۰ ]      |
| ۱۳۹۵ | دهمین جشنواره انجمن منتقدان و نویسندگان سینمایی ایران | بهترین طراحی صحنه و لباس  | آیدین ظریف     | نامزدشده | تندیس جشنواره | [ ۱۰ ]      |
| ۱۳۹۶ | هفدهمین جشن حافظ                                      | بهترین کارگردانی          | بهروز شعیبی    | نامزدشده | تندیس حافظ    | [ ۱۱ ]      |
| ۱۳۹۶ | هفدهمین جشن حافظ                                      | بهترین بازیگر مرد         | مهدی هاشمی     | نامزدشده | تندیس حافظ    | [ ۱۱ ]      |
| ۱۳۹۶ | هفدهمین جشن حافظ                                      | بهترین فیلمبرداری         | علیرضا برازنده | نامزدشده | تندیس حافظ    | [ ۱۱ ]      |
| ۱۳۹۶ | هفدهمین جشن حافظ                                      | بهترین تیتراژ فیلم        | محمد معتمدی    | نامزدشده | تندیس حافظ    | [ ۱۱ ]      |
| ۱۳۹۶ | هفدهمین جشن حافظ                                      | بهترین دستاورد فنی و هنری | آیدین ظریف     | نامزدشده | تندیس حافظ    | [ ۱۱ ]      |

## نظر بازیگران دربارهٔ فیلم

### بهنوش طباطبایی
بهنوش طباطبایی گفت: "این مقطع زمانی از انقلاب برای من بسیار جذاب بود. نام لیلا زمردیان را نمی‌شناختم و تحقیقات میدانی بسیاری دربارهٔ او انجام دادیم. دوست ندارم فرصت ایفای نقش شخصیت‌های اینگونه تاریخی را از دست بدهم.

### هانیه توسلی
هانیه توسلی گفت: "اولین کاری که برای درک شخصیت می‌کنم این است که خود را جای آن شخصیت می‌گذارم. کتاب‌هایی از بانوان زندانی در قبل از انقلاب را مطالعه کردم. آن‌ها آرمانی داشتند که برای رسیدن به آن حاضر بودند جانشان را بدهند ولی جامعه امروز فرق دارد. در آن برهه از زمان فضای ملتهب سیاسی وجود داشته ولی حالا جوانان و جامعه منفعل هستند.

### حامد کمیلی
حامد کمیلی دربارهٔ حضورش در نقش وحید افراخته گفت:"وحید افراخته یکی از سخت‌ترین نقش‌هایی بود که تا به حال ایفا کردم زیرا تعریف تاریخی این شخصیت مشخص است و از طرف دیگر من به عنوان بازیگر باید به این شخصیت حق می‌دادم. من با سازمان منافقین از طریق سریال «پروانه» آشنایی داشتم اما وقتی نام وحید افراخته پیش آمد جلساتی را با گروهی از منافقین برگزار کردیم تا به حدی که بتوانم به شخصیت نزدیک شوم.

## نقدهای مضمونی و هنری
مهرک کمالی استاد دانشگاه اوهایو مقاله ای تحت عنوان «بازنمایی زنان مجاهد در فیلم سیانور» دارد که رئوس این نقد بدین شرح است:
سیمین صالحی (همسر بهرام آرام) تنها در یک سکانس فیلم (دقیقه ۵۸:۵۰ تا ۵۹) و در زمان صدور فرمان قتل مجید شریف واقفی توسط تقی شهرام و در دوران بارداری نشان داده می‌شود. در این سکانس تقی شهرام به آبستنی سیمین صالحی اعتراض می‌کند. اما بر خلاف روایت فیلم، مجاهدین همخانه‌ای سیمین صالحی، با آبستنی او همدل و همراه بودند.
در برخی سکانس‌ها (مانند دقیقه ۴۸:۴۹ تا ۴۹:۲۲) از بحران‌های فکری ایدئولوژیک و روحی-روانی لیلا زمردیان برای تخریب چهره سازمان مجاهدین استفاده می‌شود. اما به عمق و علت این بحران‌ها اشاره‌ای نمی‌شود. در حالیکه خود مجید شریف واقفی نقش مهمی در درگیری‌های روحی و ایدئولوژیک لیلا زمردیان داشته‌است. از سوی دیگر، عشق لیلا زمردیان و مجید شریف واقفی، سطحی و گذرا به تصویر کشیده می‌شود تا مجید شریف واقفی را هرچه بیشتر تبرئه کند که بر خلاف واقعیت است.
در فیلم، از یک سو لیلا زمردیان، قربانی توطئه تقی شهرام، گرفتار قوانین سخت و ایدئولوژی اختناق‌آفرین مجاهدین خلق شده و از سوی دیگر مجید شریف واقفی فرشته‌ای مسلمان و با رحمت و رأفت به تصویر کشیده می‌شود. اما در واقعیت، هر دو طرف، سعی در نابودی هر چه سریعتر لیلا زمردیان داشتند.
به غیر از مجید شریف واقفی، فیلم سعی در نمایش چهره‌ای متعالی از کامران (همسر هنگامه) دارد. اما در واقعیت، کامران و تقی شهرام به یک اندازه در نابودی «هنگامه» تلاش داشتند.

## واکنش‌ها
بنابر گفته‌هایی وزارت اطلاعات جمهوری اسلامی ایران بر ساخت این فیلم نظارت داشته‌است.

## موسیقی
| شماره | نام                                                   | خواننده     | مدت  |
| ----- | ----------------------------------------------------- | ----------- | ---- |
| ۱.    | «سوگند (بازخوانی آهنگ سوگند از ویگن)» (تیتراژ پایانی) | محمد معتمدی | ۴:۰۳ |